# Episodi di Padre Brown (quinta stagione)
La quinta stagione della serie televisiva Padre Brown è stata trasmessa sul canale britannico BBC One dal 23 dicembre 2016 al 19 gennaio 2017.
In Italia, la stagione è andata in onda in prima visione assoluta su Paramount Channel dal 6 ottobre al 17 novembre 2017, tranne l'ultimo episodio che è stato prima pubblicato il giorno dopo sul sito web del canale e poi è stato trasmesso in televisione il 24 novembre 2017.
Entra nel cast l'attrice Emer Kenny che interpreta il ruolo di Penelope "Bunty" Windermere, in sostituzione di Nancy Carroll (Lady Felicia Montague, la zia di Bunty).
| nº | Titolo originale              | Titolo italiano            | Prima TV Regno Unito | Prima TV Italia  |
| -- | ----------------------------- | -------------------------- | -------------------- | ---------------- |
| 1  | The Star of Jacob             | La stella di Jacob         | 23 dicembre 2016     | 6 ottobre 2017   |
| 2  | The Labyrinth of the Minotaur | Il labirinto del Minotauro | 2 gennaio 2017       | 6 ottobre 2017   |
| 3  | The Eve of St John            | La notte di San Giovanni   | 3 gennaio 2017       | 13 ottobre 2017  |
| 4  | The Chedworth Cyclone         | Il ciclone di Chedworth    | 4 gennaio 2017       | 13 ottobre 2017  |
| 5  | The Hand of Lucia             | La mano di Lucia           | 5 gennaio 2017       | 20 ottobre 2017  |
| 6  | The Eagle and the Daw         | L'aquila e la gazza        | 6 gennaio 2017       | 20 ottobre 2017  |
| 7  | The Smallest of Things        | La cosa più piccola        | 9 gennaio 2017       | 27 ottobre 2017  |
| 8  | The Crimson Feather           | La piuma scarlatta         | 10 gennaio 2017      | 27 ottobre 2017  |
| 9  | The Lepidopterist's Companion | Il manuale dei lepidotteri | 11 gennaio 2017      | 3 novembre 2017  |
| 10 | The Alchemist's Secret        | Il segreto dell'alchimista | 12 gennaio 2017      | 3 novembre 2017  |
| 11 | The Sins of Others            | I peccati degli altri      | 13 gennaio 2017      | 10 novembre 2017 |
| 12 | The Theatre of the Invisible  | Il teatro dell'invisibile  | 16 gennaio 2017      | 10 novembre 2017 |
| 13 | The Tanganyika Green          | Il Tanganica verde         | 17 gennaio 2017      | 17 novembre 2017 |
| 14 | The Fire in the Sky           | Fuoco nel cielo            | 18 gennaio 2017      | 17 novembre 2017 |
| 15 | The Penitent Man              | Il penitente               | 19 gennaio 2017      | 24 novembre 2017 |